# Godzilla 2000: Millennium
Godzilla 2000: Millennium (jap. ゴジラ2000 ミレニアム, Gojira ni-sen mireniamu) ist ein japanischer Film von 1999. Der Film wurde am 13. Juli 2006 in Deutschland auf DVD veröffentlicht.
Es ist der 23. Film in der Godzilla-Reihe und erste Film der Millennium-Staffel.

## Handlung
Der Wissenschaftler Yuji Shinoda und seine Tochter Io betreiben das sogenannte Godzilla Protection Network, kurz GPN. In Nemuro auf der nördlichen Insel Hokkaidō beobachten sie und die Journalistin Yuki Ichonose bei stürmischem Wetter eine Unregelmäßigkeit der Erdoberfläche, die sich immer näher zum Festland bewegt. Tatsächlich ist es Godzilla, der wieder japanischen Boden betritt. Das GPN verfolgt ihn unverzüglich. Als sie dabei durch einen Tunnel fahren, erkennen die Shinodas und Yuki, dass die Straße vor ihnen zerstört ist, und stehen unmittelbar vor Godzilla. In Panik betätigt Yuki das Blitzlicht ihrer Fotokamera und macht Godzilla damit nur noch wütender. Obwohl der Saurier den Tunnel zum Einsturz bringt, können sie fliehen. Godzilla setzt seinen Weg fort und zerstört dabei Nemuro.
Im Japangraben macht ein Wissenschaftsteam unter der Leitung von Professor Miyasaka eine wichtige Entdeckung. Ein Fels auf dem Meeresgrund zeigt eine starke magnetische Signatur, was es zu einer größeren Energiequelle als Uran machen würde. Unter der Schirmherrschaft des Chefs der Krisenbehörde Mitsou Katagiri würde er gerne weiter an diesem Felsen forschen. Der Plan sieht vor, den Fels mithilfe von Ballons an die Wasseroberfläche zu treiben. Doch dieser sprengt die Ballons und treibt selbständig nach oben. Bei der Untersuchung stößt ein Bohrteam auf ein hartes Metall, welches nicht durchdringbar ist.
Sowohl das GPN als auch die Krisenbehörden erhalten Hinweise, dass Godzilla sich in Richtung des Atomkraftwerks Tōkai bewegt. Dabei kommen Shinoda und Katagiri zusammen, die beide unterschiedliche Ansichten zur Bekämpfung Godzillas haben – Katagiri will ihn töten, Shinoda ihn studieren – und deswegen in Konflikt zueinander stehen. Die Armee zieht ihre Truppen zusammen, um Godzilla zu stoppen oder zumindest vom Reaktor wegzulocken. Eine neue Waffe, die Blast Bomb, die sowohl Stahl als auch Godzillas extrem harte Haut durchdringen kann, sollen ihm dann den Rest geben.
Zur gleichen Zeit erhebt sich der Fels, stellt sich vertikal auf und fliegt unter den schockierten Augen der Wissenschaftler weg. Sein Ziel ist Godzilla, der immer noch unter schweren Beschuss der japanischen Armee steht. Der merkwürdige Fels scannt Godzilla und greift ihn mit einem starken Laserstrahl an, welcher den Saurier nur zu Fall bringt. Als beide ihre Strahlen aufeinander abfeuern, schalten sie sich gegenseitig aus.
Die Wissenschaftler diskutieren über die Herkunft des merkwürdigen Flugobjekts und sind sich einig, dass es aus dem Weltraum stammt. Weil es bei seiner Ankunft im Meeresboden gelandet ist und somit seiner Hauptenergiequelle, des Sonnenlichts, beraubt wurde, verbrachte es die Jahrmillionen dort, bis das Forschungs-U-Boot es anstrahlte. Die Armee scannt deshalb das Objekt, welches im Inneren keinerlei organisches Leben besitzt. Shinoda braucht zur weiteren Erforschung Godzillas die Hilfe der Armee, welche Katagiri ihm gewährt im Austausch gegen die Daten, die über den Saurier gesammelt wurden.
Bei der weiteren Forschung entdeckt Shinoda die Zellen, welche für die unglaublichen Regenerationsfähigkeiten von Godzilla entscheidend sind. Shinoda nennt sie Organizer G1. Er ist sich sicher, damit dem Ursprung allen Lebens auf den Grund zu kommen. Währenddessen hält die Armee das Objekt mit einer magnetischen Barriere fest, doch es durchbricht sie einfach und kann entkommen.
Das Objekt fliegt nach Tokio und setzt sich dort auf dem Dach des City Tower fest. Dort befindet sich auch Yukis Redaktion. Das Objekt sorgt zugleich für Angst wie auch für Faszination. Yuki bemerkt, dass sich ihr Laptop von selbst angeschaltet hat, und auch andere Computer in Tokio spielen verrückt. Dahinter steckt das Objekt, das mit unsichtbaren Tentakeln sämtliche Daten aus den Rechnern abzapft, um sich über die Menschheit und die Geschichte des Planeten Erde zu informieren. Da das Objekt eine Gefahr darstellt, da es die Atmosphäre verändert, soll es mit einer Blast Bomb vernichtet werden.
Yuki befindet sich noch im 48. Stock des City Tower und versucht herauszufinden, was das Objekt mit den Daten vorhat. Da sie nichts von der bevorstehenden Vernichtung des City Tower weiß, versucht Shinoda dort einzudringen, um sie zu holen. Als er aber bemerkt, auf welche Daten es das Objekt abgesehen hat, nämlich die der Organizer-G1-Zellen, entschließt er sich zu bleiben und Yuki und Io vorzuschicken, damit Katagiri die Sprengung hinauszögert. Doch der lässt sich nicht darauf ein und befiehlt die Sprengung nach Plan. Shinoda hat seine Pläne jedoch fertig und versucht zu fliehen. Da die Fahrstühle abgeschaltet sind, bleibt ihm nur die Flucht über die Treppen, was zu viel Zeit kostet. Die Waffe wird gezündet, doch das Objekt übersteht den Angriff und zerstört den City Tower. Yuki und Io suchen verzweifelt nach Shinoda, der mit letzter Kraft überlebt hat.
Dadurch erfahren die Soldaten aber auch, was das Objekt plant. Es will die Erdatmosphäre seinen Bedingungen anpassen und plant auch die Aneignung der Organizer-G1-Zellen von Godzilla, der jetzt auch Tokio erreicht. Er schreitet sofort zu dem Objekt, das ihn sofort angreift und versucht an seine Zellen zu kommen. Nachdem das Objekt den Saurier genug geschwächt hat, zapft es sich Organizer-G1-Zellen ab und beginnt sich von einer flüssig-gasförmigen Gestalt in ein festes organisches Lebewesen zu verwandeln. Das Objekt nimmt dabei die Gestalt des Wesens an, welchem es die Zellen raubt. Damit ist klar, dass es die Form von Godzilla annehmen und ihn quasi ersetzen will. Es transformiert sich zu dem Lebewesen Orga.
Godzilla bekommt es allerdings nicht nur mit Orga zu tun, sondern auch mit dem Überresten des Objekts. Godzilla schafft es, Orga zu verletzen, doch dank der Organizer-G1-Zellen kann es sich schnell regenerieren. Orga setzt zum letzten Mittel an, er vergrößert sein Maul und versucht Godzilla zu verschlucken. Der kontert allerdings mit seinem Hitzestrahl und kann Orga so von innen heraus töten. Für das GPN und den Krisenstab, die den Kampf verfolgten, wird es allerdings erst gefährlich, als Godzilla auf sie zuschreitet. Shinoda versucht Katagiri zu retten, der sich allerdings weigert. Der Saurier tötet Katagiri und schreitet dann durch Tokio, um die Stadt zu zerstören.

## Rezeption
Das Budget betrug zwischen 8,3 und 13 Millionen US-Dollar, wobei der Film zwischen 10 und 13 Millionen US-Dollar einbrachte.
Der Film gefiel den Kritikern und dem Publikum nicht  ganz, beide bewerteten den Film um die 50 Prozent positiv.